# Christian Jank
Christian Jank   (Múnic, 15 de juliol de 1833 - Múnic, 25 de novembre de 1888) va ser un pintor escènic i dissenyador d'escena alemany.
Jank va néixer a Múnic, la capital bavaresa. Va treballar principalment com a pintor escènic. Entre altres contribucions a l'escena va participar en l'òpera Lohengrin de Richard Wagner.
El seu treball va despertar l'interès de Lluís II de Baviera, qui el va contractar per crear els models dels seus projectes arquitectònics inspirats en Wagner. Els històrics esbossos de Jank van ser la base pel disseny del Castell de Neuschwanstein, que va ser construït a partir de 1869 per Eduard Riedel i continuat per Georg von Dollmann. Jank també va intervenir en la decoració dels interiors del palau de Linderhof. Els seus esbossos per al disseny del Castell de Falkenstein no van ser utilitzats, ja que el projecte va ser abandonat després de la mort del rei el 1886.
Jank va morir a Múnic el 25 de novembre de 1888.

## Galeria d'imatges

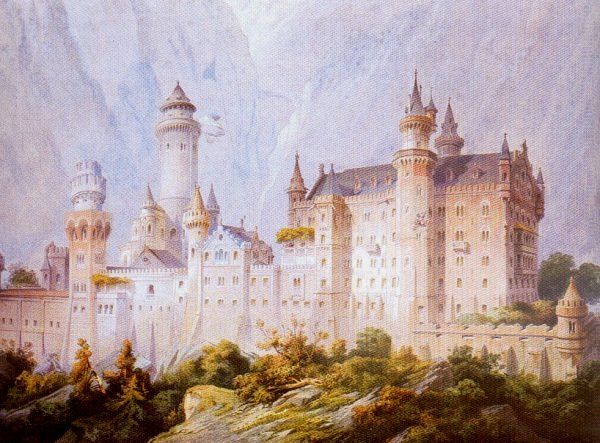
Esbós per al Castell de Neuschwanstein (c.1883)
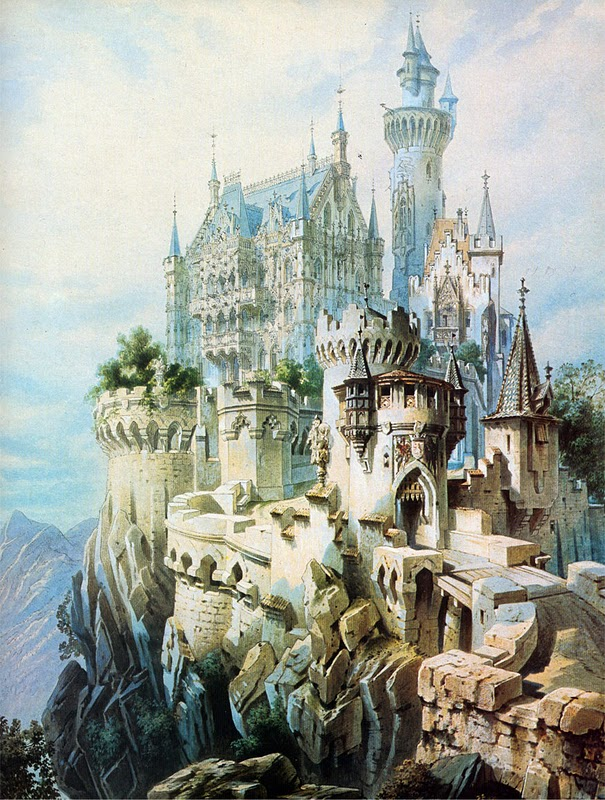
Esbós per al Castell de Falkenstein (c.1883)